# Sar Kang
 (mai 2017).
Sar Kang (persan : سركنگ) est un village dans la province du Sistan-et-Baloutchistan en Iran. Lors du recensement de 2006, sa population était de 509 habitants répartis dans 115 familles.